# دانشکده علوم اجتماعی دانشگاه تهران
دانشکدهٔ علوم اجتماعی دانشگاه تهران یکی از دانشکده‌های دانشگاه تهران است؛ که در سال ۱۳۵۱ با ادغام دو مؤسسه مطالعات و تحقیقات اجتماعی و مؤسسه تحقیقات تعاون تأسیس شد و تحت عنوان دانشکدهٔ علوم اجتماعی و تعاون به عنوان اولین دانشکدهٔ مستقل آموزش عالی علوم اجتماعی در ایران، در محل باغ موزه نگارستان رسماً آغاز به کار کرد و از این پس در دو مقطع کارشناسی و کارشناسی ارشد دانشجو پذیرفت. پیش از این، رشته علوم اجتماعی در دانشکده ادبیات و علوم انسانی دانشگاه تهران و تنها در مقطع کارشناسی تدریس می‌شد. پس از تأسیس دانشکده مستقل، گروه آموزشی علوم اجتماعی به گروه آموزشی جامعه‌شناسی تبدیل شد و سپس گروه‌های آموزشی انسان‌شناسی، برنامه‌ریزی اجتماعی و علوم ارتباطات اجتماعی به آن اضافه شدند. دانشگاه تربیت مدرس به دنبال تصاحب این دانشکده است.

## تاریخچه
دانشکده علوم اجتماعی با نزدیک به ۵ دهه فعالیت آموزشی و پژوهشی، در طی این سال‌ها تغییر و تحولات بسیاری را در سطوح صوری و کمی و همچنین ساختاری پذیرفته‌است. عمده این تحولات از نیمه دوم دهه ۱۳۷۰ رخ داده‌است. از جمله این تغییرات ساختاری، پذیرش دانشجو برای اولین بار در ایران در مقطع دکتری تخصصی رشته جامعه‌شناسی از سال ۱۳۶۸ است. لازم است ذکر شود که در ادامه این روند از سال تحصیلی ۷۶–۱۳۷۵ در رشته‌های جامعه‌شناسی نظری فرهنگی، جامعه‌شناسی مسائل اجتماعی، جامعه‌شناسی توسعه، جامعه‌شناسی گروه‌های اجتماعی، از سال تحصیلی ۸۲–۱۳۸۱ در رشته جمعیت‌شناسی در مقطع دکتری تخصصی، از سال ۱۳۸۶ در رشته ارتباطات و از سال ۱۳۹۲ در رشته انسان‌شناسی در مقطع دکترای تخصصی (برای اولین بار در ایران)، دانشجو پذیرفته شده‌است. همچنین در مقاطع کارشناسی و کارشناسی ارشد به تدریج رشته‌ها و گرایش‌های متعدد دیگری ایجاد شده‌است. از سال ۱۳۷۱ نیز دانشکده علوم اجتماعی به مکان فعلی واقع در بزرگراه جلال آل احمد جنب دانشگاه تربیت مدرس منتقل شده‌است.
از آنجا که در دانشگاه تهران دانشکده مستقلی در حوزه علوم ارتباطات و رسانه وجود ندارد، رشته‌های این حوزه در دانشکده «علوم اجتماعی» ارائه می‌شود.
در طول زمان، نقدهایی به جریان‌های فکری این دانشکده نیز وارد شده‌است. از جمله، جواد طباطبایی این دانشکده را «هوادار جدیدالولادهٔ شریعتی و آل‌احمد» و محل حضور فعالان سیاسی تحت نام استاد دانشگاه می‌داند که آنجا را مکانی برای تولید ایدئولوژی‌های بی‌ربط و بی‌اساس و «جامعه‌شناسی بی‌خردی» برای «معرکه‌گیری» و «فضل‌فروشی» به دانشجویان می‌داند. او می‌گوید اکثر این استادان نه با نظریات جامعه‌شناسی غربی آشنایی دارند، و نه ایران را می‌شناسند و موافق هر چه که دشمن اساس کشور و ملت باشد هستند. او این دانشکده را یکی از نشانه‌های مهم زوال نظام دانشگاهی ایران می‌داند و می‌گوید: «تعریف درست مفاهیمی را که به کار می‌برند نمی‌دانند و با تلقّی نادرستی از بحث‌ها و اتفاقات در کشورهای غربی پیدا می‌کنند، نتایجی می‌گیرند که مبیّن عمق فاجعهٔ نظام دانشگاهی کشور است.»

## گروه آموزشی
در حال حاضر هفت گروه علمی در این دانشکده وجود دارد که عبارت‌اند از:
1. جامعه‌شناسی
2. جمعیت‌شناسی
3. مردم‌شناسی
4. برنامه‌ریزی اجتماعی
5. ارتباطات اجتماعی
6. مطالعات توسعه اجتماعی
7. علوم اجتماعی اسلامی

## رشته‌های آموزشی

### مقطع کارشناسی
در مقطع کارشناسی در دو رشتهٔ علوم اجتماعی (با سه گرایش: جامعه‌شناسی، برنامه‌ریزی اجتماعی و انسان‌شناسی) و علوم ارتباطات اجتماعی دانشجو می‌پذیرد.

### مقطع کارشناسی ارشد
دارای رشته‌های مطالعات جوانان، مطالعات زنان، مطالعات فرهنگی و رسانه‌ای، علوم اجتماعی، پژوهشگری اجتماعی، برنامه‌ریزی توریسم، جمعیت‌شناسی، توسعه روستایی، جامعه‌شناسی، مردم‌شناسی، برنامه‌ریزی رفاه اجتماعی، دانش اجتماعی مسلمین و…

### مقطع دکتری
دانشکدهٔ علوم اجتماعی هم‌اکنون در دوره دکتری در چهار رشته دانشجو می‌پذیرد: جامعه‌شناسی (گرایش‌های: جامعه‌شناسی نظری فرهنگی، جامعه‌شناسی مسائل اجتماعی، جامعه‌شناسی توسعه، جامعه‌شناسی گروه‌های اجتماعی و توسعهٔ روستایی)، جمعیت‌شناسی، انسان‌شناسی و علوم ارتباطات و سیاستگذاری اجتماعی (برنامه‌ریزی رفاه اجتماعی).

## استادان برجسته
یوسفعلی اباذری، سهیلا صادقی فسایی، مسعود کوثری، مهدی منتظرقائم، هوشنگ نایبی، احسان شاه‌قاسمی، حمیدرضا جلایی‌پور، ابراهیم فیاض، حسین کچویان، ناصر فکوهی، احمد نادری، اعظم راودراد، تقی آزاد ارمکی، مصطفی ازکیا، منصور وثوقی، مهدی طالب، غلامرضا غفاری، علی اصغر سعیدی، موسی عنبری، محمدعلی توکل کوثری، علیرضا محسنی تبریزی، ابوعلی ودادهیر، ملیحه شیانی، سارا مزینانی شریعتی، یونس نوربخش و… از استادان این دانشکده هستند.